# Darmin Nasution
Darmin Nasution (ur. 21 grudnia 1948 w Tapanuli) – indonezyjski ekonomista.

## Życiorys
W 1986 uzyskał stopień doktora na Sorbonie. Pełnił wysokie funkcje w indonezyjskim systemie nadzoru finansowego (był między innymi przewodniczącym indonezyjskiej agencji nadzoru rynku kapitałowego i instytucji finansowych w 2006). Następnie był (do 2009) dyrektorem generalnym ds. podatków. W 2009 został mianowany pierwszym zastępcą gubernatora Banku Indonezji. 
Od 1 września 2010 jest gubernatorem Banku Indonezji. Wcześniej, przez pewien czas, pełnił obowiązki gubernatora tej instytucji.